# Joe Kidd
Joe Kidd, är en amerikansk western från 1972 i regi av John Sturges med Clint Eastwood i huvudrollen som Joe Kidd. Filmen hade Sverigepremiär den 9 oktober 1972.

## Handling
Joe Kidd är en före detta prisjägare som sitter i fängelse för att ha stört freden i New Mexico under en jakt på indiansk mark. Den mexikanske revolutionären Luis Chama har organiserat ett bondeuppror mot de fattiga lokala markägarna och kastar ut dem från sina egna gårdar. När ett uppbåd bildas för att fånga Chama erbjuds Kidd att vara med, men föredrar att inte delta alls. Kidd ändrar sig dock när han upptäcker att Chamas liga har gjort en razzia mot hans egen gård och attackerat en av arbetarna.

## Rollista (urval)
- Clint Eastwood som Joe Kidd
- Robert Duvall som Frank Harlan
- John Saxon som Luis Chama
- Don Stroud som Lamarr Simms
- Stella Garcia som Helen Sanchez
- James Wainwright som Olin Mingo
- Paul Koslo som Roy Gannon
- Gregory Walcott som Sinola County Sheriff Bob Mitchell
- Dick Van Patten som Hotel manager
- Lynne Marta som Elma
- John Carter som Judge